# Codos
Codos – gmina w Hiszpanii, w prowincji Saragossa, w Aragonii, o powierzchni 62,69 km². W 2011 roku gmina liczyła 241 mieszkańców.